# Lindholmiola lens
Lindholmiola lens е вид коремоного от семейство Helicodontidae.

## Разпространение
Видът е разпространен в Албания, Гърция (Егейски острови) и Турция.